# Genziara (singel)
Genziara – singel polskiego zespołu Genzie, który został wydany 10 marca 2024 za pomocą wytwórni Ekipa Management za pośrednictwem e-muzyki.
Singel zdobył ponad 25 milionów wyświetleń w serwisie YouTube oraz ponad 31 milionów odsłuchań w serwisie Spotify.
We wrześniu 2024 nagranie uzyskało certyfikat trzykrotnie platynowej płyty.

## Nagrywanie
Utwór został wyprodukowany przez Clearminda oraz FANTØM-a. Za mix/mastering utworu odpowiada FANTØM. Za realizację utworu oraz jego tekst odpowiada Jędrek Wołodko.
Wybrani członkowie Genzie, którzy nagrywali singel: Hanna Puchalska, Julita Różalska, Wiktoria Bochnak, Faustyna Fugińska.

## Twórcy
Opracowane na podstawie oficjalnego teledysku oraz jego opisu, Genius oraz Musixmatch.
- Hanna Puchalska – wokal
- Julita Różalska – wokal
- Wiktoria Bochnak – wokal
- Faustyna Fugińska – wokal
- Clearmind (Mateusz Żezala) – produkcja
- FANTØM (Grzegorz Burkat) – produkcja, kompozycja
- Jędrek Wołodko – tekst, realizacja

## Notowania
W Polsce utwór zadebiutował na 8. miejscu na polskiej liście sprzedaży – OLiS oraz na 3. miejscu na Top 200 Spotify Polska.